# Pforzen
Pforzen là một đô thị ở Ostallgäu bang Bayern thuộc nước Đức.